# Conus patae
Conus patae é uma espécie de gastrópode do gênero Conus, pertencente à família Conidae.